# Domprovstegården (Viborg)
Domprovstegården er Viborgs ældste bygning og opført omkring år 1480. Bygningerne er beliggende på Sct. Leonis Stræde 1 og benyttes i dag som administration for Viborg Domprovsti og privat bolig for domprovsten. Bygningerne har været fredet siden 1918.

## Historie
Den sydlige bygning mod Sortebrødre Kirke Stræde blev opført i 1480 som en adelig bygård, og blev benyttet når familier af adelsslægten Gyldenstierne var på besøg i Viborg. Senere overtog vicekansler og stiftamtmand Ove Juul bygningen, ligesom den har været i slægterne Skeel og Parsbergs ejendom indtil 1727.
I 1834 købte major og kammerherre Laurids Christian Undall bygningerne. Fra 1838 til 1856 blev lokalerne anvendt som kvindefængsel for Viborg Tugthus. Spindemesteren og vagtmesteren boede i forbygningen. Landsoverretsassessor og senere folketingsmedlem Laurids Nørgaard Bregendahl og hustruen Louise Christiane Elisabeth Undall overtog i 1856 bygningerne. De opførte samme år en stor sidefløj på hovedbygningen, ind mod den lave forbygning og gårdspladsen i nord. Ægteparrets initialer kan i dag ses på sidefløjen.
Efter Bregendahls død i 1872 erhvervede den daværende stiftsprovst bygningerne. I 1912 blev vestgavlen og facaden mod syd renoveret. Viborg Domprovsti indrettede i 1958 konfirmandstue og kordegnekontor i bygningerne.
Danmarks første pilgrimscenter blev i 2004 åbnet, da domprovst Arndt Jessen Hansen indviede Viborg Pilgrimscentrum i den tidligere konfirmandstue i de lave forbygninger.
Menighedsrådet købte i 1941 den 930 kvadratmeter stor have på Sortebrødre Kirke Stræde 4, da den daværende stiftsprovsts små børn manglede et sted at lege. Haven fungerede indtil 2010 som privat have for bygningens beboere. Da domprovst Arndt Jessen Hansen i 2010 opsagde sin stilling, skulle Domprovstegården totalrenoveres indvendigt inden den nye provst Thomas Frank kunne flytte ind. For at finansiere renoveringen blev provstens private have sat til salg ved en offentlig budrunde. For 2.250.000 kroner købte den lokale malermester Carsten Kloch Sørensen i februar 2011 grunden, der ikke har været bebygget siden middelalderen. Renoveringen af Domprovstegården stod færdig i marts 2011.